# 更高地举起先军旗帜为争取最后胜利奋勇前进
《更高地举起先军旗帜为争取最后胜利奋勇前进》是金正恩于2012年4月15日发表的纪念金日成一百周年诞辰的讲话。这是他在其父金正日于2011年逝世后的发表的第一篇重大公开演讲。一周前，他发表了《竭诚拥戴伟大的金正日同志做我们党永恒的总书记，胜利完成主体革命事业》讲话。
金正恩在平壤金日成廣場作了20分钟的讲话。该演讲最终在朝鲜电视台对外播送。此举与其父金正日极少在公共场合发表讲话的情况正好相反。事后朝鲜官方创作了《向着最后的胜利前进》。
金正恩在讲话中告诫官员应尊重金日成和金正日，二者的姓名提及了十六次，其中十一次两者皆有，就像将二人合并为一个单位一样。金正恩在讲话中强调了先军政治，并提到军队的任务是保卫「领袖」一脉。

## 延伸阅读
- Kim Jong-un.  (PDF). Pyongyang: Foreign Languages Publishing House. 2012  [2022-10-06]. OCLC 987580865. （原始内容存档 (PDF)于2022-10-06）.